# 埃尔巴别墅
埃尔巴别墅（義大利語：Villa Erba）是意大利切尔诺比奥的一座19世纪别墅，位于科莫湖湖畔。它是由第一家意大利制药公司的创始人著名的商人卡洛·埃尔巴的兄弟路易·埃尔巴所建，用以炫耀他的财富。  
路易·埃尔巴去世后，该别墅由他的女儿卡拉继承，由卡拉的家庭成员使用，其中包括她的儿子卢奇诺·维斯孔蒂。1986年，该别墅出售，改为博览会和会议中心。
2004年，电影《瞒天过海2：长驱直入》在此拍摄。2005年初，美国歌手格温·史蒂芬妮在此为她的单曲《超酷》（Cool）拍摄音乐录影带。同年，安娜塔西亚的“Live at Last Tour”也在此拍摄。 